# Luigi De Agostini
Luigi De Agostini (Udine, 7 aprile 1961) è un ex calciatore italiano, di ruolo difensore.

## Biografia
Ha un figlio, Michele, divenuto a sua volta calciatore con una carriera nelle serie minori italiane.

## Caratteristiche tecniche

De Agostini batte un calcio piazzato per la Juventus nella stagione 1987-1988

Giocatore molto duttile – nel corso della sua carriera, in un'epoca precedente l'arrivo della numerazione fissa, indossò tutti i numeri di maglia dal 2 all'11 –, agiva prevalentemente sulla fascia sinistra, come terzino o esterno di centrocampo, ma sapeva disimpegnarsi anche come mezzala.
Dotato tecnicamente e apprezzato per la sua professionalità, era un ottimo esecutore di rigori e punizioni, caratteristica che, unitamente a un buon tiro da lontano, gli permise di trovare spesso la via del gol: con 33 reti in Serie A, è nel novero dei più prolifici difensori del massimo campionato italiano.

## Carriera

### Giocatore

#### Club
Debutta in Serie A con la maglia dell'Udinese il 23 marzo 1980, in Udinese-Napoli (0-0). In seguito passa al Catanzaro, poi al Verona e, nel 1987, alla Juventus per 5,5 miliardi di lire, dove milita fino al 1992.

De Agostini in azione all'Udinese nel 1985

Nella stagione 1989-1990, in cui offre un rendimento particolarmente alto in maglia bianconera, è tra i protagonisti della squadra di Dino Zoff che incamera il double continentale formato dalla Coppa UEFA – realizzando anche un gol nella finale di andata contro la Fiorentina – e dalla Coppa Italia.
Si trasferisce nel 1992 all'Inter, per 2 miliardi di lire, e quindi nel 1993 alla Reggiana dove rimane per due annate prima di chiudere, all'età di trentaquattro anni, la carriera agonistica.
Nella massima divisione italiana conta 378 partite e 33 gol.

#### Nazionale
Convocato dal commissario tecnico Azeglio Vicini, esordisce in nazionale il 28 maggio 1987, a 26 anni, entrando nel secondo tempo della partita amichevole contro la Norvegia (0-0) disputata ad Oslo.
Successivamente partecipa al campionato d'Europa 1988, competizione conclusa in semifinale, dov'è autore di un gol contro la Danimarca. Nello stesso anno milita anche nella nazionale olimpica, prendendo parte ai Giochi di Seul 1988, in cui l'Italia è eliminata in semifinale dall'Unione Sovietica e perde contro la Germania Ovest la finale per il terzo posto.
Tornato in nazionale maggiore, prende parte al campionato del mondo 1990, manifestazione che l'Italia conclude al terzo posto: in quest'ultima occasione si afferma come titolare nel corso del torneo, dopo alcune buone prestazioni da subentrato.
Conclude la sua militanza in azzurro con 36 presenze e 4 reti, disputando l'ultima gara il 25 settembre 1991, contro la Bulgaria.

### Dopo il ritiro
Nel 2007 è stato assunto come team manager dell'Udinese, lasciando poi l'incarico dopo sei mesi. Nel 2009 comincia a dedicarsi all'organizzazione di campi e scuole calcio per ragazzi, diventando il responsabile tecnico per i camp del Real Madrid organizzati in Italia.
Inizia ad allenare la sezione "piccoli amici" nel Tricesimo Calcio.

## Statistiche

### Presenze e reti nei club
| Stagione        | Squadra         | Campionato      | Campionato | Campionato | Coppe nazionali | Coppe nazionali | Coppe nazionali | Coppe continentali | Coppe continentali | Coppe continentali | Altre coppe | Altre coppe | Altre coppe | Totale | Totale |
| Stagione        | Squadra         | Comp            | Pres       | Reti       | Comp            | Pres            | Reti            | Comp               | Pres               | Reti               | Comp        | Pres        | Reti        | Pres   | Reti   |
| --------------- | --------------- | --------------- | ---------- | ---------- | --------------- | --------------- | --------------- | ------------------ | ------------------ | ------------------ | ----------- | ----------- | ----------- | ------ | ------ |
| 1978-1979       | Udinese         | B               | 1          | 0          | CI              | 0               | 0               | -                  | -                  | -                  | -           | -           | -           | 1      | 0      |
| 1979-1980       | Udinese         | A               | 5          | 0          | CI              | 0               | 0               | CM                 | ?                  | ?                  | -           | -           | -           | 5+     | 0+     |
| 1980-1981       | Udinese         | A               | 0          | 0          | CI              | 0               | 0               | -                  | -                  | -                  | -           | -           | -           | 0      | 0      |
| ago.-set. 1981  | Udinese         | A               | 1          | 0          | CI              | 2               | 0               | -                  | -                  | -                  | -           | -           | -           | 3      | 0      |
| 1981-1982       | Trento          | C1              | 28         | 3          | CI-C            | ?               | ?               | -                  | -                  | -                  | -           | -           | -           | 28+    | 3+     |
| 1982-1983       | Catanzaro       | A               | 24         | 4          | CI              | 7               | 3               | -                  | -                  | -                  | -           | -           | -           | 31     | 7      |
| 1983-1984       | Udinese         | A               | 25         | 1          | CI              | 6               | 1               | -                  | -                  | -                  | -           | -           | -           | 31     | 2      |
| 1984-1985       | Udinese         | A               | 28         | 2          | CI              | 5               | 1               | -                  | -                  | -                  | -           | -           | -           | 33     | 3      |
| 1985-1986       | Udinese         | A               | 27         | 0          | CI              | 7               | 0               | -                  | -                  | -                  | -           | -           | -           | 34     | 0      |
| Totale Udinese  | Totale Udinese  | Totale Udinese  | 87         | 3          |                 | 20              | 2               |                    | ?                  | ?                  |             | -           | -           | 107+   | 5+     |
| 1986-1987       | Verona          | A               | 30         | 3          | CI              | 7               | 1               | -                  | -                  | -                  | -           | -           | -           | 37     | 4      |
| 1987-1988       | Juventus        | A               | 29+1       | 6+0        | CI              | 11              | 4               | CU                 | 4                  | 0                  | -           | -           | -           | 45     | 10     |
| 1988-1989       | Juventus        | A               | 27         | 6          | CI              | 5               | 0               | CU                 | 4                  | 1                  | -           | -           | -           | 36     | 7      |
| 1989-1990       | Juventus        | A               | 33         | 5          | CI              | 8               | 1               | CU                 | 12                 | 2                  | -           | -           | -           | 53     | 8      |
| 1990-1991       | Juventus        | A               | 32         | 2          | CI              | 4               | 0               | CdC                | 3                  | 0                  | SI          | 1           | 0           | 40     | 2      |
| 1991-1992       | Juventus        | A               | 25         | 1          | CI              | 9               | 0               | -                  | -                  | -                  | -           | -           | -           | 34     | 1      |
| Totale Juventus | Totale Juventus | Totale Juventus | 146+1      | 20         |                 | 37              | 5               |                    | 23                 | 3                  |             | 1           | 0           | 208    | 28     |
| 1992-1993       | Inter           | A               | 31         | 1          | CI              | 5               | 0               | -                  | -                  | -                  | -           | -           | -           | 36     | 1      |
| 1993-1994       | Reggiana        | A               | 28         | 1          | CI              | 1               | 0               | -                  | -                  | -                  | -           | -           | -           | 29     | 1      |
| 1994-1995       | Reggiana        | A               | 33         | 1          | CI              | 3               | 0               | -                  | -                  | -                  | -           | -           | -           | 36     | 1      |
| Totale Reggiana | Totale Reggiana | Totale Reggiana | 61         | 2          |                 | 4               | 0               |                    | -                  | -                  |             | -           | -           | 65     | 2      |
| Totale carriera | Totale carriera | Totale carriera | 408        | 36         |                 | 80+             | 11+             |                    | 23+                | 3+                 |             | 1           | 0           | 512+   | 50+    |

### Cronologia presenze e reti in nazionale
| Cronologia completa delle presenze e delle reti in nazionale ― Italia | Cronologia completa delle presenze e delle reti in nazionale ― Italia | Cronologia completa delle presenze e delle reti in nazionale ― Italia | Cronologia completa delle presenze e delle reti in nazionale ― Italia | Cronologia completa delle presenze e delle reti in nazionale ― Italia | Cronologia completa delle presenze e delle reti in nazionale ― Italia | Cronologia completa delle presenze e delle reti in nazionale ― Italia | Cronologia completa delle presenze e delle reti in nazionale ― Italia |
| Data                                                                  | Città                                                                 | In casa                                                               | Risultato                                                             | Ospiti                                                                | Competizione                                                          | Reti                                                                  | Note                                                                  |
| --------------------------------------------------------------------- | --------------------------------------------------------------------- | --------------------------------------------------------------------- | --------------------------------------------------------------------- | --------------------------------------------------------------------- | --------------------------------------------------------------------- | --------------------------------------------------------------------- | --------------------------------------------------------------------- |
| 28-5-1987                                                             | Oslo                                                                  | Norvegia                                                              | 0 – 0                                                                 | Italia                                                                | Amichevole                                                            | -                                                                     | 46’                                                                   |
| 3-6-1987                                                              | Stoccolma                                                             | Svezia                                                                | 1 – 0                                                                 | Italia                                                                | Qual. Euro 1988                                                       | -                                                                     | 46’                                                                   |
| 10-6-1987                                                             | Zurigo                                                                | Italia                                                                | 3 – 1                                                                 | Argentina                                                             | Amichevole                                                            | -                                                                     |                                                                       |
| 23-9-1987                                                             | Pisa                                                                  | Italia                                                                | 1 – 0                                                                 | Jugoslavia                                                            | Amichevole                                                            | -                                                                     | 46’                                                                   |
| 14-11-1987                                                            | Napoli                                                                | Italia                                                                | 2 – 1                                                                 | Svezia                                                                | Qual. Euro 1988                                                       | -                                                                     | 26’                                                                   |
| 5-12-1987                                                             | Milano                                                                | Italia                                                                | 3 – 0                                                                 | Portogallo                                                            | Qual. Euro 1988                                                       | 1                                                                     | 61’                                                                   |
| 20-2-1988                                                             | Bari                                                                  | Italia                                                                | 4 – 1                                                                 | Unione Sovietica                                                      | Amichevole                                                            | -                                                                     |                                                                       |
| 31-3-1988                                                             | Spalato                                                               | Jugoslavia                                                            | 1 – 1                                                                 | Italia                                                                | Amichevole                                                            | -                                                                     | 74’                                                                   |
| 27-4-1988                                                             | Lussemburgo                                                           | Lussemburgo                                                           | 0 – 3                                                                 | Italia                                                                | Amichevole                                                            | 1                                                                     |                                                                       |
| 4-6-1988                                                              | Brescia                                                               | Italia                                                                | 0 – 1                                                                 | Galles                                                                | Amichevole                                                            | -                                                                     | 57’                                                                   |
| 10-6-1988                                                             | Düsseldorf                                                            | Germania Ovest                                                        | 1 – 1                                                                 | Italia                                                                | Euro 1988 - 1º turno                                                  | -                                                                     | 86’                                                                   |
| 14-6-1988                                                             | Francoforte sul Meno                                                  | Italia                                                                | 1 – 0                                                                 | Spagna                                                                | Euro 1988 - 1º turno                                                  | -                                                                     | 89’                                                                   |
| 17-6-1988                                                             | Colonia                                                               | Italia                                                                | 2 – 0                                                                 | Danimarca                                                             | Euro 1988 - 1º turno                                                  | 1                                                                     | 85’                                                                   |
| 22-6-1988                                                             | Stoccarda                                                             | Unione Sovietica                                                      | 2 – 0                                                                 | Italia                                                                | Euro 1988 - Semifinale                                                | -                                                                     | 64’                                                                   |
| 19-10-1988                                                            | Pescara                                                               | Italia                                                                | 2 – 1                                                                 | Norvegia                                                              | Amichevole                                                            | -                                                                     | 64’                                                                   |
| 16-11-1988                                                            | Roma                                                                  | Italia                                                                | 1 – 0                                                                 | Paesi Bassi                                                           | Amichevole                                                            | -                                                                     | 81’                                                                   |
| 25-3-1989                                                             | Vienna                                                                | Austria                                                               | 0 – 1                                                                 | Italia                                                                | Amichevole                                                            | -                                                                     | 46’                                                                   |
| 22-4-1989                                                             | Verona                                                                | Italia                                                                | 1 – 1                                                                 | Uruguay                                                               | Amichevole                                                            | -                                                                     |                                                                       |
| 20-9-1989                                                             | Cesena                                                                | Italia                                                                | 4 – 0                                                                 | Bulgaria                                                              | Amichevole                                                            | -                                                                     | 61’                                                                   |
| 14-10-1989                                                            | Bologna                                                               | Italia                                                                | 0 – 1                                                                 | Brasile                                                               | Amichevole                                                            | -                                                                     |                                                                       |
| 11-11-1989                                                            | Vicenza                                                               | Italia                                                                | 1 – 0                                                                 | Algeria                                                               | Amichevole                                                            | -                                                                     |                                                                       |
| 21-12-1989                                                            | Cagliari                                                              | Italia                                                                | 0 – 0                                                                 | Argentina                                                             | Amichevole                                                            | -                                                                     | 46’                                                                   |
| 21-2-1990                                                             | Rotterdam                                                             | Paesi Bassi                                                           | 0 – 0                                                                 | Italia                                                                | Amichevole                                                            | -                                                                     | 68’                                                                   |
| 31-3-1990                                                             | Basilea                                                               | Svizzera                                                              | 0 – 1                                                                 | Italia                                                                | Amichevole                                                            | 1                                                                     | 46’                                                                   |
| 9-6-1990                                                              | Roma                                                                  | Italia                                                                | 1 – 0                                                                 | Austria                                                               | Mondiali 1990 - 1º turno                                              | -                                                                     | 46’                                                                   |
| 19-6-1990                                                             | Roma                                                                  | Italia                                                                | 2 – 0                                                                 | Cecoslovacchia                                                        | Mondiali 1990 - 1º turno                                              | -                                                                     | 51’                                                                   |
| 25-6-1990                                                             | Roma                                                                  | Italia                                                                | 2 – 0                                                                 | Uruguay                                                               | Mondiali 1990 - Ottavi di finale                                      | -                                                                     |                                                                       |
| 30-6-1990                                                             | Roma                                                                  | Italia                                                                | 1 – 0                                                                 | Irlanda                                                               | Mondiali 1990 - Quarti di finale                                      | -                                                                     |                                                                       |
| 3-7-1990                                                              | Napoli                                                                | Argentina                                                             | 1 – 1 dts (4 – 3 dtr)                                                 | Italia                                                                | Mondiali 1990 - Semifinale                                            | -                                                                     |                                                                       |
| 7-7-1990                                                              | Bari                                                                  | Italia                                                                | 2 – 1                                                                 | Inghilterra                                                           | Mondiali 1990 - Finale 3º posto                                       | -                                                                     | 64’                                                                   |
| 26-9-1990                                                             | Palermo                                                               | Italia                                                                | 1 – 0                                                                 | Paesi Bassi                                                           | Amichevole                                                            | -                                                                     |                                                                       |
| 17-10-1990                                                            | Budapest                                                              | Ungheria                                                              | 1 – 1                                                                 | Italia                                                                | Qual. Euro 1992                                                       | -                                                                     |                                                                       |
| 3-11-1990                                                             | Roma                                                                  | Italia                                                                | 0 – 0                                                                 | Unione Sovietica                                                      | Qual. Euro 1992                                                       | -                                                                     |                                                                       |
| 13-2-1991                                                             | Terni                                                                 | Italia                                                                | 0 – 0                                                                 | Belgio                                                                | Amichevole                                                            | -                                                                     |                                                                       |
| 16-6-1991                                                             | Stoccolma                                                             | Italia                                                                | 1 – 1 dts (3 – 2 dtr)                                                 | Unione Sovietica                                                      | Torneo Scania 100 - Finale                                            | -                                                                     | 46’                                                                   |
| 25-9-1991                                                             | Sofia                                                                 | Bulgaria                                                              | 2 – 1                                                                 | Italia                                                                | Amichevole                                                            | -                                                                     | 57’                                                                   |
| Totale                                                                |                                                                       | Presenze (79º posto)                                                  | 36                                                                    |                                                                       | Reti                                                                  | 4                                                                     |                                                                       |

## Palmarès

### Club

#### Competizioni giovanili
- Campionato Primavera: 1

Udinese: 1980-1981

#### Competizioni nazionali
- Campionato italiano di Serie B: 1

Udinese: 1978-1979
- Coppa Italia: 1

Juventus: 1989-1990

#### Competizioni internazionali
- Coppa Mitropa: 1

Udinese: 1979-1980
- Coppa UEFA: 1

Juventus: 1989-1990